# Astragalus hyalolepis
Astragalus hyalolepis es una especie de planta del género Astragalus, de la familia de las leguminosas, orden Fabales.

## Distribución
Astragalus hyalolepis se distribuye por Georgia, Armenia y Turquía.

## Taxonomía
Fue descrita científicamente por Bunge. Fue publicada en Mém. Acad. Imp. Sci. Saint Pétersbourg, Sér. 7, 11(16): 105 (1868).